# Kloster Arnstein

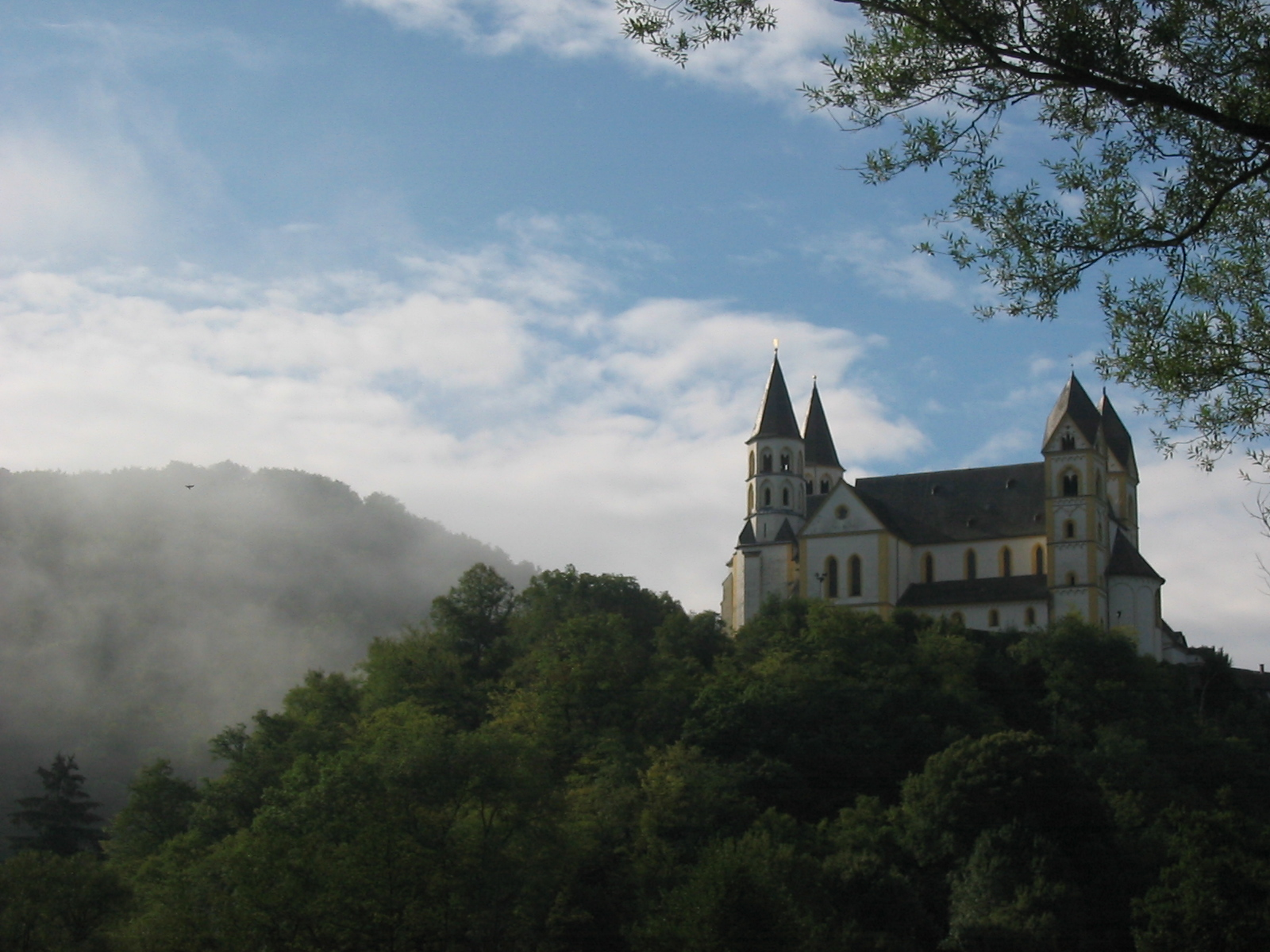
Kloster Arnstein oberhalb der Lahn

Kloster Arnstein war eine Prämonstratenserabtei an der Lahn, in der Gemarkung Seelbach (Nassau) südlich von Obernhof in der Nähe von Nassau. Sie war bis Ende 2018 ein Kloster der Ordensgemeinschaft von den Heiligsten Herzen Jesu und Mariens (SSCC), die in Deutschland unter dem Namen Arnsteiner Patres bekannt ist. Seit dem 1. Juni 2019 bewohnen zwölf griechisch-orthodoxe Schwestern das Kloster.

## Geschichte

### Burg Arnstein

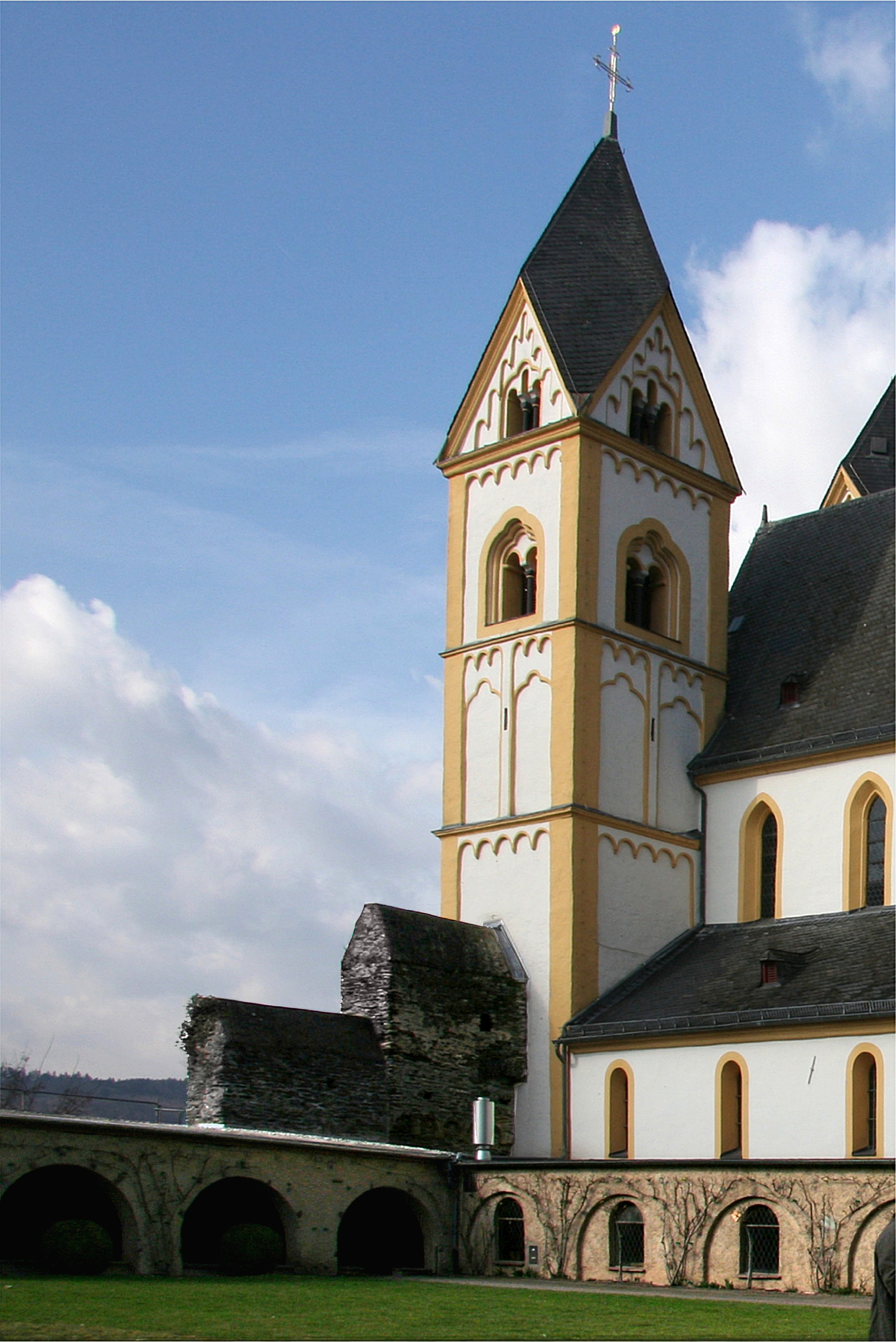
Südwestturm und Mauerwerk der einstigen Burg

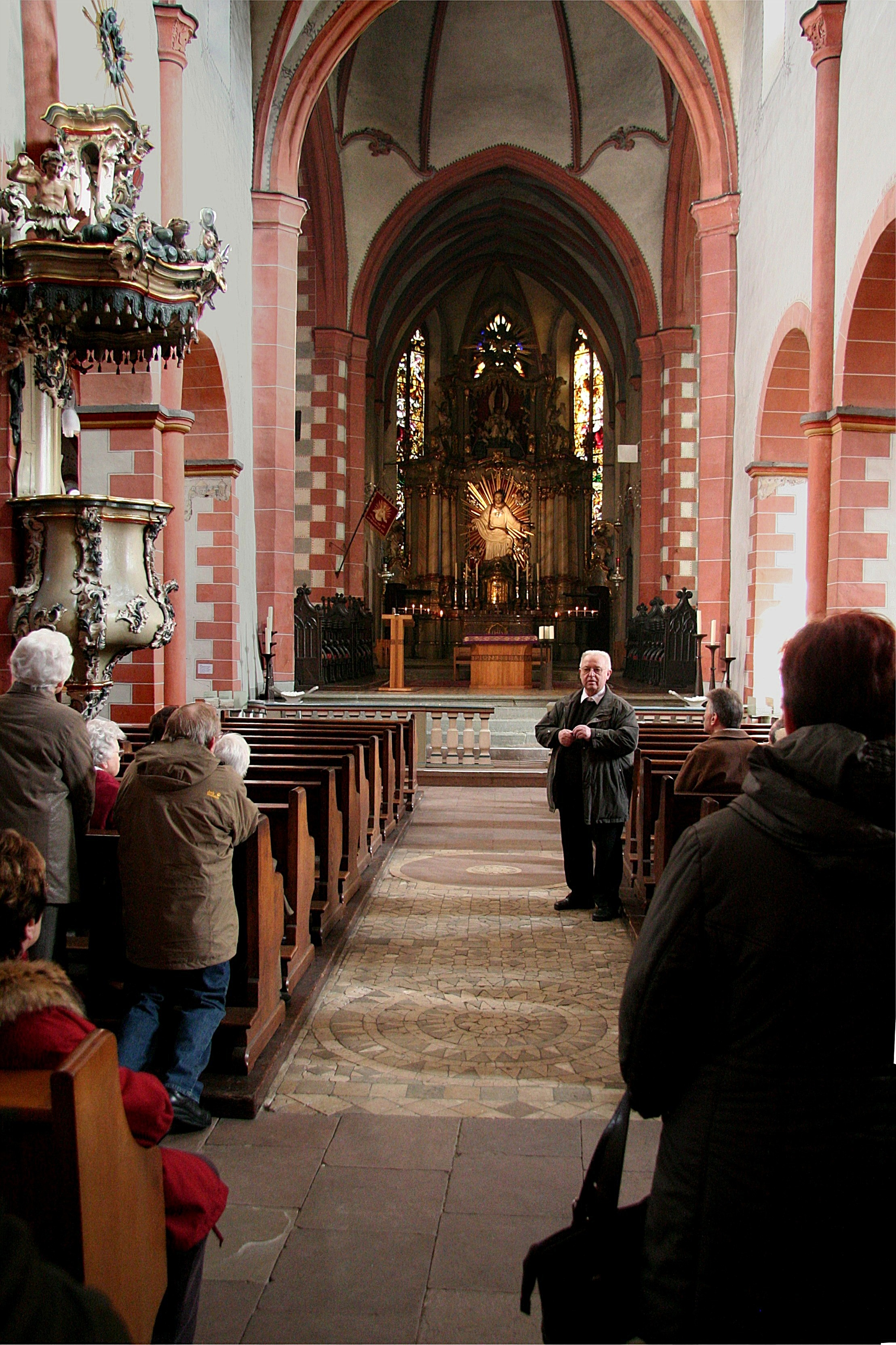
Besucherführung in der Klosterkirche mit Pater Egon Wagner; links die Kanzel von 1757

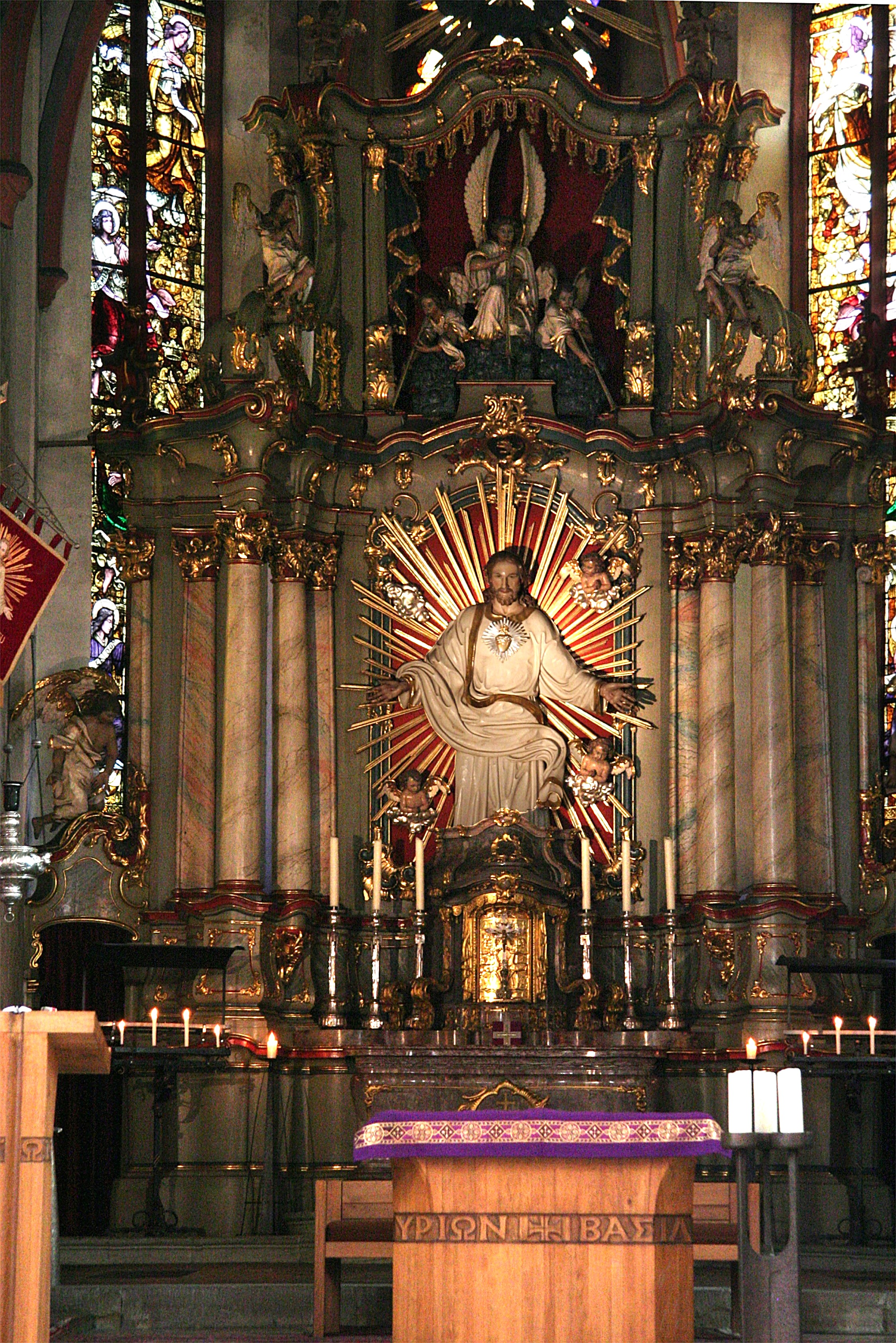
Altar mit Herz-Jesu-Relief (2009)

Die Geschichte des Klosters geht bis in die zweite Hälfte des 11. Jahrhunderts zurück: Im Jahr 1052 ist eine Burg Arnstein an der Lahn als Sitz der Grafen von Arnstein erstmals erwähnt. Es ist die älteste Erwähnung einer Burg an diesem Fluss, von der nur noch Mauerreste erhalten sind, die keine Rückschlüsse auf das Aussehen der Anlage zulassen. Neben den Resten der Wehrmauer am Südwestturm sind die Grundmauern der Magdalenenkapelle in der Nähe des Klostertores Überbleibsel der Burg Arnstein.

### Abtei Arnstein
Im Jahr 1139 wandelte Ludwig III., der letzte Graf von Arnstein, seine Burg in ein Prämonstratenser-Kloster um und trat selbst dort ein. Seine Gemahlin lebte bis zu ihrem Tod als Klausnerin in der Nähe des Klosters. Im selben Jahr begann der Teilabriss der Burg. Im Jahr 1145 bestätigte König Konrad III. die Abtei als reichsunmittelbar. Seit 1236 bestand auch ein Filialkloster unter dem Patronat des nassauischen Grafen- bzw. Fürstenhauses, das Keppel bei Hilchenbach.
Von 1140 bis 1478 gehörte das pfälzische Dorf Bubenheim dem Kloster Arnstein, das dort 1163, durch seinen Kleriker Gottfried von Beselich, die heutige St. Peterskirche erbauen ließ, welche als älteste romanische Dorfkirche der Pfalz gilt. Das Kloster zur allerheiligsten Jungfrau Maria und den Heiligen Aposteln Petrus und Paulus der Prämonstratenser-Chorfrauen zu Beselich wurde von der Abtei Arnstein um das Jahr 1170 auf dem Beselicher Kopf begründet. Alle Güter des Klosters Beselich gelangten nach langwierigen Streitigkeiten zwischen dem Prämonstratenser-Abt von Arnstein und dem Haus Nassau-Hadamar am 3. Oktober 1652 durch eine Stiftungsurkunde in den Besitz der Jesuiten von Hadamar. Mit dem Übertritt der Fürsten von Nassau zum Protestantismus unterstellte sich die Abtei unter ihrem Abt Petrus Marmagen († 1604) der Schutzherrschaft des Trierer Erzstiftes.

### Säkularisation
Im Jahr 1803 wurde das Kloster im Zuge der Säkularisation aufgehoben. Die weltliche Herrschaft fiel an das Herzogtum Nassau, die kirchliche Jurisdiktion an das 1827 begründete Bistum Limburg. 1817 verkaufte die nassauische Regierung Kirche und Kloster auf Abbruch, d. h. mit der Maßgabe, dass die Gebäude nicht kirchlich genutzt würden.
Von 1869 bis 1871 siedelte sich in Arnstein kurzzeitig ein Benediktiner-Priorat der Beuroner Kongregation unter Placidus Wolter an, wurde wegen Nachwuchsmangel und Baufälligkeit der Anlage jedoch wieder geschlossen.

## Klosterkirche
Die Kirche des Klosters ist das eindrucksvollste mittelalterliche Bauwerk an der unteren Lahn, das weithin sichtbar zwei Baustile vereint: die Romanik der Westtürme und die Gotik der achteckigen Osttürme. Ihr Bau begann im Jahr 1132, nachdem alte Burgmauern und Fels beseitigt waren. Bis zur Konsekration 1208 dauerte es 76 Jahre. Es ist eine dreischiffige Basilika mit einem Querschiff und einem großen Ostchor, dem kleinere Apsiden angegliedert sind, sowie einem Westchor. Haupt- und Querschiff hatten zunächst flache Holzdecken, im Gegensatz zu den schon früher vorhandenen Kreuzgewölben in den Seitenschiffen.
Der große Barockaltar von 1760 ist das Werk eines unbekannten Künstlers. Er ist aus Holz gearbeitet; nur der Tabernakel und der Altartisch sind aus buntem Marmor. Mittelpunkt des Altars war ursprünglich eine Mariendarstellung, die verschollen ist. Im 19. Jahrhundert wurde sie durch die Kopie eines Gemäldes des Koblenzer Malers Caspar Friedrich Heising ersetzt. An deren Stelle trat 1924 ein großes Herz-Jesu-Relief, das der Aachener Bildhauer Lambert Piedboeuf schuf. Vom selben Künstler sind die Posaunenengel über dem Relief, die der Welt das Königtum Christi verkünden sollen. 1971 wurde der Altar restauriert.
Zur weiteren Ausstattung der Kirche gehören das Chorgestühl aus dem 13. Jahrhundert, im südlichen Seitenschiff ein romanischer Steinaltar mit einer barocken Nikolausstatue, des Weiteren Tafelgemälde und mehrere Epitaphe sowie die Orgel aus der Zeit um 1700. Ähnlich wertvoll wie der barocke Hauptaltar ist die Rokokokanzel aus dem Jahr 1757. Auf dem Kanzeldeckel zeigt sie das Symbol der heiligen Dreifaltigkeit, die Bundeslade mit den Gesetzestafeln und die Symbole der vier Evangelisten. An der Rückwand der Kanzel ist wie auch über dem Westchor das Arnsteiner Wappen angebracht.
Im Turm des nördlichen Seitenschiffs steht ein Tafelaltar von 1646. Das bedeutendste Kunstwerk ist das sogenannte „Arnsteiner Kreuz“ von etwa 1520 mit einem 2,20 Meter großen holzgeschnitzten Corpus.

## Arnsteiner Patres
1919 kam es zur Errichtung des ersten Konvents der Arnsteiner Patres in Deutschland. Der Superior und Vizeprovinzial Pater Alfons Spix wurde 1942 von den Nationalsozialisten verurteilt, weil er wiederholt polnische Zwangsarbeiter am Gemeindegottesdienst hatte teilnehmen lassen und sie beköstigt hatte. Er starb im Konzentrationslager Dachau. Pater Chrysostomus Lauenroth war bereits 1936 wegen angeblicher Devisenvergehen zu einer Zuchthausstrafe verurteilt worden.
Im Jahr 1924 entstand eine Herz-Jesu-Wallfahrt, die alljährlich zahlreiche Pilger anzog.
Im Oktober 2015 teilten die Arnsteiner Patres dem Bistum Limburg mit, dass sie das Kloster zum 31. Dezember 2018 aufgeben werden. Als Grund wurden die personellen und finanziellen Ressourcen der Ordensgemeinschaft genannt. Am 16. Dezember 2018 fand in Anwesenheit des Generaloberen Alberto Toutin Cataldo und des Limburger Generalvikars Wolfgang Rösch ein feierlicher Gottesdienst zum Abschied von Kloster Arnstein statt.

## Griechisch-Orthodoxe Schwesterngemeinschaft
Zum 1. Juni 2019 bezog eine griechisch-orthodoxe Schwesterngemeinschaft das Kloster. Seitdem heißt es „Heiliges Kloster Dionysios Trikkis & Stagon“. Es ist als Verein zur Förderung orthodoxen Mönchtums in Deutschland beim Amtsgericht Montabaur eingetragen. Die althergebrachten Wallfahrten nach Kloster Arnstein sind weiterhin möglich.

## Personen
- Ludwig III. von Arnstein (1109–1185), letzter Graf von Arnstein, Begründer der Abtei Arnstein
- Friedrich von Stockheim (1462–1528), Vogt des Klosters
- Freiherr Johann Franz von Marioth zu Langenau († 1726) und seine Ehefrau Klara Katharina Eleonora von Sohlern († 1704), Epitaph in der Klosterkirche
- Oberamtmann Wilhelm von Staffel († 1530) und seine Frau Margarete Wolf von Sponheim, Doppelepitaph in der Klosterkirche

## Äbteliste
- Godefridus, amtierte als Propst 1139-1151
- Eustachius, amtierte als Abt 1151-1180
- Richolfus, amtierte als Abt 1180-1196
- Herbordus, amtierte als Abt 1196/1198-?
- Ensfried, amtierte als Abt ?-?
- Heidenricus, amtierte als Abt um 1208-1211
- Anselmus, amtierte als Abt 1211, resignierte ca. 1216
- Theodoricus, amtierte als Abt 1226-1255
- Ortwinus, amtierte als Abt 1255-1259
- Arnoldus, amtierte als Abt 1259-1272
- Hermann, amtierte als Abt 1272-1276, resignierte
- Johannes, amtierte als Abt 1276-1283
- Hermann, amtierte als Abt 1283-1291
- Winrich, amtierte als Abt 1291-1297
- Rorich, amtierte als Abt 1297-1301
- Heinrich, amtierte als Abt 1301-1303
- Gerhard, amtierte als Abt 1303-1307
- Theodorich, amtierte als Abt 1307-1315
- Robert, amtierte als Abt 1315-1323, resignierte
- Wilhelm von Staffel, amtierte als Abt 1323-1366, Grab in der Kirche
- Gerhard Burschet, amtierte als Abt 1367-1368
- Heinrich von Miehlen, amtierte als Abt 1368-1380
- Arnold von Krummenau, amtierte als Abt 1380-1397
- Petrus Print, amtierte als Abt 1397-1399, resignierte
- Johannes von Ulbach, amtierte als Abt 1399-1420
- Ortlieb Donner, amtierte als Abt 1420-1447
- Daniel Rabenold, amtierte als Abt 1447-1458
- Meffried Löner, amtierte als Abt 1458-1473
- Friedrich Rußmann, amtierte als Abt 1473-1478
- Folbert von der Hees, amtierte als Abt 1478-1479, Grabstein eines Verwandten rechts vor dem Kircheneingang, Johann Philipp Hermann von der Hees, gest. 1644
- Petrus von Selbach-Lohe, amtierte als Abt 1479-1489
- Adam Armbruster, amtierte als Abt 1489-1527
- Johann Bechel, amtierte als Abt 1527-1531
- Laurentius Bach, amtierte als Abt 1531-1545
- Heinrich Monsch, amtierte als Abt 1545-1556
- Heinrich Schupp, amtierte als Abt 1556-1574
- Emmerich Teufel, amtierte als Abt 1574-1592
- Petrus Marmagen, amtierte als Abt 1592-1604
- Johann Horn, amtierte als Abt 1604-1620
- Johann Bingel, amtierte als Abt 1620-1631
- Wilhelm Eschenauer, amtierte als Abt 1631-1663
- Anton Schlinckmann, amtierte als Abt 1663-1697, resignierte
- Petrus Aldenhoven, amtierte als Abt 1697-1702
- Johann Schwenck, amtierte als Abt 1702-1730, resignierte
- Nikolaus Matzenbach, amtierte als Abt 1730-1760, Grabstein links im Kirchenchor, Wappen an der Kanzel
- Joseph Seul, amtierte als Abt 1760-1776
- Adam Traudes, amtierte als Abt 1776-1778
- Evermod Sauer, aus Ehrenbreitstein bei Koblenz, amtierte als Abt 1778-1786, resignierte wegen einer Intrige von Kurtrier, ohne Nachfolger, letzter Abt

## Wanderwege
Lahnhöhenweg und Lahn-Camino von Wetzlar nach Lahnstein, Burg Lahneck